# Vladimir Vermezović
Vladimir Vermezović (cyr.: Владимир Вермезовић, ur. 30 czerwca 1963 w Belgradzie) – serbski piłkarz występujący na pozycji obrońcy. Reprezentant Jugosławii. Trener piłkarski.

## Kariera klubowa
Vermezović treningi rozpoczął w zespole FK Železnik. Następnie grał w juniorach Partizana, a w sezonie 1980/1981 został włączony do jego pierwszej drużyny, grającej w pierwszej lidze jugosłowiańskiej. Wraz z Partizanem trzy razy zdobył mistrzostwo Jugosławii (1983, 1986, 1987), a także raz Puchar Jugosławii (1989).
W 1989 roku Vermezović przeszedł do hiszpańskiego Sportingu Gijón. W Primera División zadebiutował 17 września 1989 w przegranym 0:2 meczu z Cádiz CF. W Sportingu spędził sezon 1989/1990. Następnie odszedł do Salamanki z Segunda División, gdzie występował w sezonie 1990/1991.
W 1991 roku Vermezović został graczem greckiego Panioniosu. W sezonie 1991/1992 spadł z nim z pierwszej ligi do drugiej. W kolejnym awansował jednak z powrotem do pierwszej. Graczem Panioniosu był do końca sezonu 1994/1995. Potem przez jeden sezon grał w niemieckim drugoligowcu, Hannoverze 96. W 1996 roku zakończył tam karierę.

## Kariera reprezentacyjna
W reprezentacji Jugosławii Vermezović zadebiutował 16 października 1985 w wygranym 3:0 towarzyskim meczu z Austrią. W drużynie narodowej rozegrał dwa spotkania, oba w 1985 roku.

## Kariera trenerska
Jako trener Vermezović prowadził zespoły FK Teleoptik, FK Partizan, Spartak Trnawa, Kaizer Chiefs oraz Orlando Pirates.